# Assuntoria
Un'assuntoria era una particolare tipologia di stazione ferroviaria operativa in Italia atta all'accesso alla ferrovia dei viaggiatori ed eventualmente delle merci. Era retta da un agente di servizio, detto assuntore, il quale, sulle linee esercite a dirigenza unica delle Ferrovie dello Stato Italiane assumeva tutte le incombenze commerciali e di gestione del capostazione eccetto quelle relative al movimento ferroviario e alla circolazione dei treni.

## Caratteristiche
La stazione assuntoria possedeva binari e scambi, con la possibilità di effettuare operazioni di composizione e scomposizione treni. Per effettuare manovre, precedenze e incroci tuttavia era indispensabile la presenza di un capotreno che di concerto con il Dirigente Unico e coadiuvato eventualmente da agenti ed assuntore attuava tutte le operazioni necessarie al movimento e alla circolazione dei treni previa registrazione scritta degli ordini di servizio specifici. Alla fine degli anni sessanta, in seguito all'incorporazione degli assuntori negli organici delle Ferrovie dello Stato Italiane con la nuova qualifica di gestore, alcune assuntorie divennero normali stazioni, ove necessario presenziate da Dirigente Movimento, mentre altre furono declassate a fermate perché di scarsa utilità commerciale. Con le trasformazioni infrastrutturali operate da RFI tendenti alla configurazione della cosiddetta "rete snella" la maggior parte di esse sono scomparse definitivamente.